# Cymbulia parvidentata
Cymbulia parvidentata is een slakkensoort uit de familie van de Cymbuliidae. De wetenschappelijke naam van de soort is voor het eerst geldig gepubliceerd in 1888 door Pelseneer.